# نك كيلمان
نك كيلمان (بالإنجليزية: Nic Kelman) (12 يوليو 1971، نيويورك في الولايات المتحدة)؛ روائي أمريكي.

## روابط خارجية
- نك كيلمان على موقع IMDb (الإنجليزية)